# Мари (река)
Мари је најдужа река у Аустралији. У српској географској литератури честа је погрешна транскрипција Мареј. Дугачка је 2.589 km. Извире у Снежним планинама на југоистоку савезне државе Нови Јужни Велс. Затим тече према северозападу да би највећим делом творила границу између савезних држава Викторија и Нови Јужни Велс. Десне притоке су Марумбиџи и Дарлинг. Непосредно пре ушћа скреће нагло ка југу и протиче кроз језеро Александрина у држави Јужна Аустралија. Улива се у залив Енкаунтер југоисточно од Аделејда.
Површина слива реке Мари износи око један милион квадратних километара На њој је изграђено неколико брана међу којима су најзначајније Хјум и Дартмут. У долини се највише гаји пшеница, а оближњи пашњаци су идеални за развој овчарства. Због регулације водотока, река Мари често пресуши у доњем делу слива и не стиже до ушћа. Обала је окружена високим клифовима, а долина је уска.
Реку Мари су 1824. први открили и истражили енглески истраживачи Хамилтом Хјум и Вилијам Хауел назвавши је „Хјум“. Већ 1830. капетан Чарлс Стерт је из Марумбиџија упловио у ову реку и преименовао је у данашњи назив, у част енглеског државног секретара Џорџа Марија. За асутралијске староседеоце ова река има митолошки и религиозни значај.
Према подацима из 2010, систем реке Мари добија 58 одсто свог природног тока; ова вредност знатно варира.
Граница између Викторије и Новог Јужног Велса (NSW) лежи дуж врха јужне или леве обале реке Мари.

## Географија
Мари чини део 3.750 km (2.330 mi) дугог комбинованог речног система Мари-Дарлинг који дренира већину унутрашњости Викторије, Новог Јужног Велса и јужног дела Квинсленда. Мари носи само мали део воде река упоредиве величине у другим деловима света, и манифестује велику годишњу варијабилност свог тока. Река Мари је потпуно пресушила током екстремних суша у три наврата од почетка званичног вођења евиденције. Чешће се на ушћу формирају пешчани спрудови и зауставља се ток.
Мари је граница између Новог Јужног Велса и Викторије – посебно на врху обале викторијанске стране реке. У пресуди из 1980. године, Високи суд Аустралије је пресудио о питању која држава је имала надлежност за незакониту смрт човека који је пецао на ивици реке на викторијанској страни реке. Ова дефиниција границе може бити двосмислена, пошто река временом мења ток, и неке од обала реке су модификоване.
На 11 km (6,8 mi) западно од линије географске дужине 141°Е, граница је између Викторије и Јужне Аустралије, на средини реке. Неслагање је узроковано током 1840-их година, када је граница првобитно истражена, погрешним прорачуном исток-запад од 3,72 km (2,31 mi). Западно од овог сектора, Мари је у потпуности унутар државе Јужна Аустралија.

### Већа насеља
Главна насеља дуж тока реке, од њеног извора до Јужног океана, и њихова популација из Аустралијског пописа из 2016. су следећа.
| Подаци о становништву градова | Подаци о становништву градова | Подаци о становништву градова |
| Град                          | Популација                    | Извор података                |
| ----------------------------- | ----------------------------- | ----------------------------- |
| Албери-Вадонга                | 89.007                        | [ 12 ]                        |
| Јаравонга–Малвала             | 9.810                         | [ 13 ] [ 14 ]                 |
| Ичука–Моама                   | 18.526                        | [ 15 ] [ 16 ]                 |
| Свон Хил                      | 10.905                        | [ 17 ]                        |
| Милдјура и Мербајн            | 35.451                        | [ 18 ] [ 19 ]                 |
| Ренмарк–Паринга               | 9.475                         | [ 20 ]                        |
| Бери                          | 4.088                         | [ 21 ]                        |
| Локстон                       | 4.568                         | [ 22 ]                        |
| Вајкери                       | 1.632                         | [ 23 ]                        |
| Манум                         | 1.632                         | [ 24 ]                        |
| Мари Бриџ                     | 16.804                        | [ 25 ]                        |

## Напомена
1. ↑  The naming principles for locations in South Australia issued by the Government of South Australia include: … "'river' should be used as a generic term following the specific name of the feature – e.g. 'Onkaparinga River' – except when referring to the River Torrens or River Murray."[2] South Australians usually follow this word order when referring to these two major rivers of the state. They may also do so in referring to the Darling River, the major tributary of the Murray, despite the Darling joining the Murray in New South Wales.
2. ↑  34° 01′ 19″ Ј; 141° 00′ 00″ И / 34.02189° Ј; 141.00000° И.
3. ↑  33° 58′ 50″ Ј; 140° 57′ 49″ И / 33.98065° Ј; 140.96362° И